# Metamblyops macrops
Metamblyops macrops är en kräftdjursart som beskrevs av W. M. Tattersall 1937. Metamblyops macrops ingår i släktet Metamblyops och familjen Mysidae. Inga underarter finns listade i Catalogue of Life.